# Polska Góra (Pojezierze Drawskie)
Polska Góra – wzniesienie o wysokości 202,8 m n.p.m. na Pojezierzu Drawskim, położone w woj. zachodniopomorskim, w powiecie szczecineckim, w gminie Szczecinek.
Ok. 1,4 km na południe od wzniesienia leży wieś Dalęcino, ok. 1,3 na północ osada Nizinne, ok. 4 km na północny wschód położone jest jezioro Wielatowo.
Do 1945 r. stosowano niemiecką nazwę Pollack Berg. W 1950 r. ustalono urzędowo polską nazwę Polska Góra.